# Mário Pinto de Andrade
Mário Coelho Pinto de Andrade, né le 21 août 1928 à  Golungo-Alto (Angola) et mort le 26 août 1990 à Londres, est un poète et homme politique angolais. Il a activement contribué aux mouvements anticolonialistes africains et angolais, et à la création du MPLA.

## Biographie
Mário Pinto de Andrade poursuit ses études primaires et secondaires de 1939[réf. nécessaire] à 1943 à Luanda. En 1948, il part étudier la philologie classique à l'université de Lisbonne. Là-bas, il côtoie Amilcar Cabral, Eduardo Mondlane, et Marcelino dos Santos dans les cafés de la place du Chili, et crée avec eux le MAC, Mouvement AntiColonialiste. Il devient actif dans l'opposition au régime colonial portugais d'Angola, son combat se manifestant surtout dans ses écrits et sa poésie anti-colonialiste.
En juillet 1954, il part étudier la sociologie à la Sorbonne à Paris. Lors de son séjour à Paris, il est secrétaire général de Présence africaine, où il côtoie  l'intelligentsia française et la diaspora africaine (« Paris était véritablement pour nous une capitale africaine »).
En 1955, Mário Pinto de Andrade participe à la fondation du Parti communiste de l'Angola.
En 1956, Mário Pinto de Andrade est un des membres fondateurs du Mouvement populaire de libération de l'Angola (MPLA) et son premier président de 1960 à 1962. Il reconnaîtra par la suite dans une interview datant de 1982 que la création réelle du MPLA fut concrétisée seulement quelques années plus tard en se rappropriant les documents du parti communiste angolais pour créer leur propre parti. Après plusieurs années, il entre en conflit avec son successeur, Agostinho Neto, et il quitte le MPLA en 1974. Il fonde alors un nouveau groupe politique appelé Revolta Activa (révolte active).
Lorsque l'Angola devient indépendant le 11 novembre 1975, Mário Pinto de Andrade choisit l'exil en Guinée-Bissau, au Cap-Vert puis au Mozambique.
Mário Pinto de Andrade est mort le 26 août 1990 à Londres.
En août 2011, sa femme restitue au MPLA les écrits de Mário Pinto de Andrade sur l'histoire du parti, principalement sur sa création et y compris sa période de clandestinité.

## Vie privée
Sa compagne était la réalisatrice française Sarah Maldoror avec laquelle il a eu deux enfants, Annouchka de Andrade et Henda Ducados.

## Œuvres
- La poésie africaine d'expression portugaise, ed. Pierre Jean Oswald, Honfleur, 1969
- Antologia temática de poesia africana, ed. Sa dá Costa , Lisbonne, 1975
- Unité et lutte.., ed. F. Maspero , Paris, 1975
- Obras escolhidas, ed. Sa dá Costa , Lisbonne, 1976
- Antologia temática de poesia africana 2, ed. Sa dá Costa , Lisbonne, 1979

En juin 1956, il propose une révision d'un Cahier d'un retour au pays natal d'Aimé Césaire qu'il publie dans Présence africaine.